# Storvätteshågna
Storvätteshågna (samiska: Gealta) är ett fjäll öster om Grövelsjön i Älvdalens kommun. Dess topp är den högsta punkten i Dalarna (och Dalarnas län). Höjden är 1 204 m ö.h. Därmed är Storvätteshågna även den högsta punkten i Svealand. Den är en del av Långfjället.
På toppen av fjället ligger en tjärn, Santesonstjärnen. Berget nås enklast från Grövelsjöns fjällstation, varifrån det är omkring tio kilometers vandring till toppen. 